# Annie Skau Berntsen
Annie Skau Berntsen (chino: 司務道), también conocida como Sister Annie (Oslo, 29 de mayo de 1911 – 26 de noviembre de 1992) fue una noruega misionera que sirvió en China y Hong Kong.

## Biografía
Después de formarse como enfermera, trabajó tanto en el Ullevål Hospital en Oslo como en el Dikemark, un hospital psiquiátrico en Asker. A los 27 años, se unió a la Norwegian Missionary Association (Det Norske Misjonsforbund).
El 23 de diciembre de 1938, Annie llegó a Shaanxi, una provincia en el norte de China. Permaneció en el país hasta la conclusión de la guerra civil china en 1950. Con 190 cm de altura, a menudo era la mujer más alta que los locales chinos habían visto. Sin embargo, la derrota del Kuomintang hizo imposible que los misioneros extranjeros permanecieran en China, por lo que se vio obligada a irse en 1951.
A partir de 1952 coordinó ayuda humanitaria entre los refugiados chinos en Hong Kong. En 1953 ayudó a cofundar un sanatorio para la tuberculosis con Helen Wilson, una misionera de Escocia. En 2013, el Haven of Hope Hospital celebró su 60.º aniversario proporcionando servicios especialmente diseñados para personas mayores con enfermedades crónicas que viven en la comunidad.
Annie se convirtió en una heroína nacional en Noruega cuando su vida como misionera fue contada en el programa noruego "This is Your Life" (Dette er ditt liv). En 1963 fue nombrada Caballero de Primera Clase de San Olav. Se casó con Reidar Berntsen en Noruega el 25 de junio de 1966 y continuó su trabajo misionero en Hong Kong en Haven of Hope Hospital y Mission Covenant Church, hasta su jubilación en 1978.
Un artículo de portada de la revista Time del 29 de diciembre de 1975 la nombró como una de las "santas vivientes" del mundo en una lista que incluía a Madre Teresa de Calcuta, Schwester Selma, Hélder Câmara y Matta El Meskeen.

## Familia
Su hermano Bjørn Skau fue un exfiscal general de Noruega.

## Libros de Annie Skau Berntsen
- My Chinese Diary – My Yes to Life (Min kinesiske dagbok – mitt ja til livet), Oslo, 1986.
- My Father's Daughter. from the Desert Light to the Source Bed. Journal Leaves from a Life Among the Chinese (Min fars datter. Fra ørkenslette til kildevang. Dagboksblader fra et liv blant kinesere), Oslo, 1988.
- Lovely on the Mountains, Hong Kong.

## Literatura
- Arvid Møller y Lasse Thorseth: Annie Skau, Oslo, 1977
- Sverre S. Salvesen: Sister Annie in China and Hong Kong (Søster Annies stordåd i Kina og Hong Kong), 1967.
- Sverre S. Amundsen y Svenn Otto Brechan: Sister Annie - Child Protection: A Biography of Youth (Søster Annie – barnas beskytter: en biografi for ungdom), Ansgar, 1989 – ISBN 82-503-0889-1
- Arvid Møller: Sister Annie: At Home in the Sky (Søster Annie: Hjemme i himlen), Lunde Forlag, Oslo, 1993 – ISBN 82-520-3836-0
- Haven of Hope Christian Service y Haven of Hope Evangelistic Fellowship (ed.): A Grain Of Wheat ─ A Memorial Album of Sister Annie Skau Berntsen, Hong Kong, 1994
- Haven of Hope Christian Service y Haven of Hope Evangelistic Fellowship (ed.): Trails of Glad Tidings in Shaanxi (In Chinese, with English translation), Hong Kong
- Haven of Hope Christian Service y Haven of Hope Evangelistic Fellowship (ed.): 荒原上 (written in Chinese), Hong Kong.